# Tricoryne elatior
Tricoryne elatior är en grästrädsväxtart som beskrevs av Robert Brown. Tricoryne elatior ingår i släktet Tricoryne och familjen grästrädsväxter. Inga underarter finns listade i Catalogue of Life.